# Eduardo Viveiros de Castro
Eduardo Batalha Viveiros de Castro (Rio de Janeiro, 19 d'abril de 1951) és un antropòleg brasiler, professor del Museu Nacional de la Universitat Federal de Rio de Janeiro.
Llicenciat en ciències socials per la  PUC-Rio, va completar el 1977 el màster en antropologia social al Museu Nacional i el 1984 el doctorat, a la mateixa institució. Ha publicat nombrosos articles i llibres, considerats una contribució important a Brasil antropologia i etnologia americanista, incloses: From the enemy's point of view: humanity and divinity in an Amazonian society, Amazônia: etnologia e história indígena i A inconstância da alma selvagem e outros ensaios de antropologia.
Ha estat professor visitant a l'École des Hautes Études en Sciences Sociales, a la Universitat de Chicago i a la Universitat de Cambridge. Una de les seves contribucions més significatives es refereix al desenvolupament del concepte de Perspectivisme amerindi.
Sobre ell, diu Claude Lévi-Strauss, el seu company i mentor: "Viveiros de Castro és el fundador d'una nova escola d'antropologia. Amb ell em sento en plena harmonia intel·lectual".

## Obres
- (portuguès) Arawete : Os Deuses Canibais, Rio de Janeiro, Jorge Zahar/ANPOCS, 1986.
- (anglès) From the Enemy's Point of View: Humanity and Divinity in an Amazonian Society, Plantilla:1re éd., Chicago : University of Chicago Press, 1992.
- (portuguès) Arawete : O Povo do Ipixuna, São Paulo, CEDI, 1992.
- (portuguès) Avec M. C. Cunha (dir.), Amazônia: Etnologia e História Indígena, São Paulo, USP/FAPESP, 1993.
- (portuguès) Antropologia do Parentesco: Estudos Ameríndios (dir.), 1a éd., Rio de Janeiro, Editora da UFRJ, 1995.
- (anglès) Cosmological Perspectivism in Amazonia and Elsewhere. Four lectures given in the Department of Social Anthropology, Cambridge University (introduction de Roy Wagner), Master Class Series 1, February-March 1998.
- (anglès) A inconstância da alma selvagem (e outros ensaios de antropologia), São Paulo, Cosac & Naify, 2002.
- (anglès) (et al.), After-dinner speech given at Anthropology and Science, The 5th Decennial Conference of the Association of Social Anthropologists of the UK and Commonwealth. Manchester: University of Manchester, 2003.
- (portuguès) (dir.), A Onça e a Diferença - Projeto AmaZone, 2005.
- Sous la direction de Stéphane Breton et avec Michèle Coquet, Michael Houseman, Jean-Marie Schaeffer et Anne-Christine Taylor, Qu'est-ce qu'un corps ?, avant-propos Stéphane Martin, Flammarion/ Musée du quai Branly, 2006 (catalogue de l'exposition; contribution avec A-C. Taylor: Un corps fait de regards).
- Métaphysiques cannibales, Paris, PUF (collection MétaphysiqueS, dirigée par E. During, P. Maniglier, Q. Meillassoux et D. Rabouin), 2010 ISBN 978-2-13-057811-6.
- (anglès) Radical Dualism : A Meta-Fantasy on the Square Root of Dual Organizations, or a Savage Homage to Lévi-Strauss, dOCUMENTA (13) 100 Notes-100 Thoughts, n°056, Berlin, 2012.
- (portuguès) Amb Déborah Danowski, Ha mundo por vir ? : Ensaio sobre os medos e os fins, orelha de Bruno Latour, Cultara e Barbarie co-ediçao com o Institute Socioambiental, 2014.
- (anglès) The Relative Native : Essays on Indigenous Conceptual Worlds (postface de Roy Wagner), University of Chicago Press, 2015.
- Politique des multiplicités : Pierre Clastres face à l'État, Bellevaux, Dehors, 2019.
- L’inconstance de l’âme sauvage. Catholiques et cannibales dans le Brésil du XVIe siècle, Genève, Labor et Fides, 2020, Plantilla:Nb ISBN 978-2-8309-1708-6 (d’abord paru sous le titre : « Le marbre et le myrte : de l’inconstance de l’âme sauvage », in Mémoire de la tradition, Aurore Becquelin et Antoinette Molinié [éd.], Nanterre, Société d’ethnologie, 1993, p. 365-431).
- Politique des multiplicités. Pierre Clastres face à l’État, postface et traduction de Julien Pallotta, Éditions Dehors, 2019 (voir compte rendu de Lauriane Guillout)
- Le regard du jaguar. Introduction au perspectivisme amérindien, traduit par Pierre Delgado, Éditions la Tempête, 2021.